# Milagro (canción de Angela Aki)
奇跡 - Kiseki es la segunda canción del sencillo HOME de la cantante Angela Aki. Es el primer B-side de Angela que después aparecerá en un álbum, y el único que lo hace en el álbum HOME.

## Información
Artista
Angela Aki
Canción
奇跡 - Kiseki
Letra y música
Angela Aki
Otra información
Arreglos: Matsuoka Motoki, Angela Aki
Batería: Sano Yasuo 
Bajo: Okiyama Yuuji 
Piano: Angela Aki

## Angela Comenta
"Esta es mi canción rock estilo Ben Folds, y realmente me encanta. Tiene un "trio piano" de instrumentos (piano, bajo y batería), y ha dado un resultado bastante inesperado. El piano se convierte en su forma original como instrumento al que golpeas (como un instrumento de percusión). Es fuerte, y a veces un poco insoportable (risas).
La violenta letra está ahí para complementar la violenta forma de tocar, y tengo la esperanza de que un espíritu se libere cada vez que toque esta canción y grite libertad" -- Angela Aki

## Desambiguación
Hay dos versiones conocidas de 奇跡 - Kiseki en la discografía de Angela hasta este momento:
奇跡 - Kiseki
Encontrada en el sencillo 奇跡 - Kiseki como la segunda canción, y en el álbum HOME como la canción 9.
奇跡 - Kiseki (directo en My Keys 2006)
Encontrada en el DVD/Blu-ray disc Angela Aki MY KEYS 2006 in Budokan como la canción 15. Es una versión de solo piano.